# Jaroslav Špaček
Jaroslav Špaček (* 11. února 1974 Rokycany) je český hokejový trenér a bývalý hokejový obránce, od sezóny 2012/2013 asistent trenéra HC Škody Plzeň. V letech 2014–2018 působil také jako asistent trenéra české hokejové reprezentace. Na tuto pozici se opět vrátil v roce 2020.

## Hráčská kariéra
Jeden z nejznámějších rokycanských odchovanců hrál v letech 1993–1997 v Plzni, následně přestoupil do švédského klubu Färjestad, přestože mu vedení domácího celku nabízelo stejné podmínky. V novém dresu výrazně přispěl k zisku mistrovského titulu. Sám příliš do NHL nespěchal, draftován byl týmem Florida Panthers až v roce 1998 jako 117. hráč v celkovém pořadí. Postupně hrál v týmech Florida Panthers, Chicago Blackhawks a Columbus Blue Jackets. Během výluky NHL v ročníku 2004/2005 se vrátil do Plzně, před play-off však přestoupil do Slavie Praha. Sezónu 2005/2006 zahájil v týmu Chicaga, v průběhu sezóny přestoupil do Edmontonu Oilers. S kanadským klubem sice postoupil do finálového boje o Stanleyův pohár, ale po skončení sezóny podepsal tříletou smlouvu s klubem Buffalo Sabres. Následně působil v Montrealu Canadiens, v sezóně 2011/2012 byl vyměněn do klubu Carolina Hurricanes. V dalším ročníku se již do zápasů nezapojil a v listopadu 2012 ukončil sportovní kariéru. V NHL (včetně play-off) odehrál 941 zápasů, ve kterých dal 86 gólů a připsal si 287 asistencí.

## Trenérská kariéra
Od sezóny 2012/2013 působí jako asistent trenéra v plzeňském klubu, přičemž ve finále play-off extraligy 2012/2013 se Zlínem se však kvůli nedostatku obránců sám zapojil do tří zápasů, takže se na zisku mistrovského titulu v tomto ročníku podílel jako hráč i jako trenér. V letech 2014–2015 byl asistentem trenéra Vladimíra Růžičky u české hokejové reprezentace. Na tentýž post si jej vybral i Růžičkův nástupce Vladimír Vůjtek a posléze i Josef Jandač, takže v této roli působil do roku 2018. O 2 roky později se na post asistenta trenéra české hokejové reprezentace vrátil, jelikož si jej vybral do svého realizačnímu týmu hlavní trenér Filip Pešán.

## Reprezentace
Na mistrovstvích světa v ledním hokeji v letech 1997 a 1998 nemohl startovat pouze kvůli zranění záprstní kůstky na levé noze, resp. kotníku, která utrpěl vždy před šampionátem.

## Soukromý život
Jeho synem je hokejový obránce David Špaček, který se narodil v roce 2003 během angažmá v Columbusu Blue Jackets.
V roce 1998 získal čestné občanství rodného města Rokycany.

## Ocenění a úspěchy
- 1997 ČHL – Nejlepší nahrávač na pozici obránce
- 1997 ČHL – Nejproduktivnější obránce
- 2005 ČHL/SHL – Utkání hvězd české a slovenské extraligy
- 2006 NHL – Nejproduktivnější obránce v playoff
- 2016 uveden do Síně slávy českého hokeje.

## Prvenství
- Debut v NHL – 9. října 1998 (Florida Panthers proti Tampa Bay Lightning)
- První gól v NHL – 24. října 1998 (Washington Capitals proti Florida Panthers, kanadskému brankáři Rick Tabaracci)
- První asistence v NHL – 1. prosince 1998 (New York Rangers proti Florida Panthers)

## Klubová statistika
| Sezóna       | Klub                   | Soutěž       |     | Základní část | Základní část | Základní část | Základní část | Základní část |   | Play off | Play off | Play off | Play off | Play off |
| Sezóna       | Klub                   | Soutěž       | Z   | G             | A             | B             | TM            | Z             | G | A        | B        | TM       |          |          |
| 1992–93      | HC Škoda Plzeň         | ČSHL         | 16  | 1             | 3             | 4             | 0             | —             | — | —        | —        | —        |          |          |
| 1993–94      | HC Škoda Plzeň         | ČHL          | 34  | 2             | 10            | 12            | 0             | 4             | 0 | 2        | 2        | 0        |          |          |
| 1994–95      | HC Interconnex Plzeň   | ČHL          | 41  | 5             | 8             | 13            | 16            | —             | — | —        | —        | —        |          |          |
| 1995–96      | HC ZKZ Plzeň           | ČHL          | 40  | 3             | 10            | 13            | 42            | 3             | 0 | 1        | 1        | 4        |          |          |
| 1996–97      | HC ZKZ Plzeň           | ČHL          | 52  | 9             | 29            | 38            | 44            | —             | — | —        | —        | —        |          |          |
| 1997–98      | Färjestads BK          | SEL          | 45  | 10            | 16            | 26            | 63            | 12            | 2 | 5        | 7        | 14       |          |          |
| 1998–99      | Florida Panthers       | NHL          | 63  | 3             | 12            | 15            | 28            | —             | — | —        | —        | —        |          |          |
| 1998–99      | Beast of New Haven     | AHL          | 14  | 4             | 8             | 12            | 15            | —             | — | —        | —        | —        |          |          |
| 1999–00      | Florida Panthers       | NHL          | 82  | 10            | 26            | 36            | 53            | 4             | 0 | 0        | 0        | 0        |          |          |
| 2000–01      | Florida Panthers       | NHL          | 12  | 2             | 1             | 3             | 8             | —             | — | —        | —        | —        |          |          |
| 2000–01      | Chicago Blackhawks     | NHL          | 50  | 5             | 18            | 23            | 20            | —             | — | —        | —        | —        |          |          |
| 2001–02      | Chicago Blackhawks     | NHL          | 60  | 3             | 10            | 13            | 29            | —             | — | —        | —        | —        |          |          |
| 2001–02      | Columbus Blue Jackets  | NHL          | 14  | 2             | 3             | 5             | 24            | —             | — | —        | —        | —        |          |          |
| 2002–03      | Columbus Blue Jackets  | NHL          | 81  | 9             | 36            | 45            | 70            | —             | — | —        | —        | —        |          |          |
| 2003–04      | Columbus Blue Jackets  | NHL          | 58  | 5             | 17            | 22            | 45            | —             | — | —        | —        | —        |          |          |
| 2004–05      | HC Lasselsberger Plzeň | ČHL          | 30  | 3             | 8             | 11            | 26            | —             | — | —        | —        | —        |          |          |
| 2004–05      | HC Slavia Praha        | ČHL          | 17  | 4             | 9             | 13            | 29            | 7             | 0 | 2        | 2        | 8        |          |          |
| 2005–06      | Chicago Blackhawks     | NHL          | 45  | 7             | 17            | 24            | 72            | —             | — | —        | —        | —        |          |          |
| 2005–06      | Edmonton Oilers        | NHL          | 31  | 5             | 14            | 19            | 24            | 24            | 3 | 11       | 14       | 24       |          |          |
| 2006–07      | Buffalo Sabres         | NHL          | 65  | 5             | 16            | 21            | 62            | 16            | 0 | 0        | 0        | 10       |          |          |
| 2007–08      | Buffalo Sabres         | NHL          | 60  | 9             | 23            | 32            | 42            | —             | — | —        | —        | —        |          |          |
| 2008–09      | Buffalo Sabres         | NHL          | 80  | 8             | 37            | 45            | 38            | —             | — | —        | —        | —        |          |          |
| 2009–10      | Montreal Canadiens     | NHL          | 74  | 3             | 18            | 21            | 50            | 10            | 1 | 3        | 4        | 6        |          |          |
| 2010–11      | Montreal Canadiens     | NHL          | 59  | 1             | 15            | 16            | 45            | 7             | 0 | 0        | 0        | 4        |          |          |
| 2011–12      | Montreal Canadiens     | NHL          | 12  | 0             | 3             | 3             | 2             | —             | — | —        | —        | —        |          |          |
| 2011–12      | Carolina Hurricanes    | NHL          | 34  | 5             | 7             | 12            | 6             | —             | — | —        | —        | —        |          |          |
| 2012–13      | HC Škoda Plzeň         | ČHL          | —   | —             | —             | —             | —             | 3             | 0 | 1        | 1        | 0        |          |          |
| Celkem v NHL | Celkem v NHL           | Celkem v NHL | 880 | 82            | 273           | 355           | 618           | 61            | 4 | 14       | 18       | 44       |          |          |

## Reprezentace
| Rok                       | Tým                       | Soutěž                    | Z  | G | A  | B  | TM |
| ------------------------- | ------------------------- | ------------------------- | -- | - | -- | -- | -- |
| 1994                      | Česko 20                  | MSJ                       | 7  | 2 | 0  | 2  | 8  |
| 1998                      | Česko                     | OH                        | 6  | 0 | 0  | 0  | 4  |
| 1999                      | Česko                     | MS                        | 10 | 1 | 5  | 6  | 8  |
| 2001                      | Česko                     | MS                        | 9  | 0 | 3  | 3  | 4  |
| 2002                      | Česko                     | OH                        | 4  | 0 | 0  | 0  | 0  |
| 2002                      | Česko                     | MS                        | 7  | 1 | 2  | 3  | 9  |
| 2003                      | Česko                     | MS                        | 9  | 1 | 5  | 6  | 4  |
| 2004                      | Česko                     | MS                        | 6  | 2 | 1  | 3  | 6  |
| 2004                      | Česko                     | SP                        | 4  | 0 | 0  | 0  | 0  |
| 2005                      | Česko                     | MS                        | 9  | 1 | 0  | 1  | 0  |
| 2006                      | Česko                     | OH                        | 8  | 0 | 1  | 1  | 2  |
| Mistrovství světa 6×      | Mistrovství světa 6×      | Mistrovství světa 6×      | 50 | 6 | 16 | 22 | 30 |
| Olympijské hry 3×         | Olympijské hry 3×         | Olympijské hry 3×         | 18 | 0 | 1  | 1  | 6  |
| Kanadský/Světový pohár 1× | Kanadský/Světový pohár 1× | Kanadský/Světový pohár 1× | 4  | 0 | 0  | 0  | 0  |

Celková bilance 118 utkání/8 branek